# マハーバリ

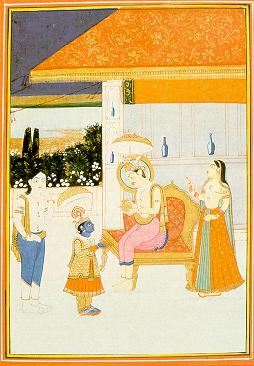
椅子に座るのがマハーバリ。左が乞食の少年の姿でマハーバリ王に尋ねるヴァーマナ（ヴィシュヌ）

マハーバリ（Mahabali、デーヴァナーガリー表記：महाबलि）もしくはバリ (Bali) とは、主にインド神話に登場する極めて強大なアスラの王である。名前に付いているマハーとは「偉大な」を意味する敬称である。またヴァイローチャナとも呼ばれる。
ダイティヤ族であり、同じくアスラ王であるヴィローチャナを父に、プラフラーダを祖父に、ヒラニヤカシプを曾祖父に持つ。また、ダイティヤ族の守護女神であるコータヴィーを妻とする。ヴィンディヤーヴァリーもマハーバリの妻である。コータヴィーとマハーバリは子バーナースラをもうけた。

## 概要
マハーバリは天界の王インドラとの戦いで命を落とした父ヴィローチャナにかわり祖父プラフラーダの下で育てられた。プラフラーダは最高神ヴィシュヌに帰依して大悟を得たアスラであり、祖父の薫陶を受けたマハーバリは長じて地底界を治め、公正で献身的な王となった。やがてマハーバリは父の仇を討つべく天界に軍を進め、インドラ率いるデーヴァ神族を掃討して、天界・空界・地上界の三界を掌握した。彼の治世は喜びに満ち、世界はあまねく光り輝いて富にあふれ、三界のどこにも飢える者はなかったという。
インドラを含むデーヴァ神族は戦争に負けたため今度は逆に天界から追放された。インドラらを不憫に思った神々の母アディティはヴィシュヌに祈りを捧げ、それを聞き届けたヴィシュヌは女神アディティの胎内に入り、彼女の夫カシュヤパとの間の息子として転生した。それがヴィシュヌの第5のアヴァターラ、矮人のヴァーマナ (Vāmana) であった。
ある時ヴァーマナは、乞食の少年の姿になり、マハーバリを讃える祭へ出かけた。そこでマハーバリは多くの人々に施しを与えており、自分の前に進んできたヴァーマナにも望む物を尋ねた。ヴァーマナの望みは、自分が歩いた3歩分の土地であったので、その程度ならとマハーバリは快く承諾した。彼の師である聖仙ウシャナー（アスラグル・シュクラチャリヤ）はヴァーマナがヴィシュヌの化身である事を見抜き、施しを止めるよう警告したが、ダルマを重んじるマハーバリは「たとえ敵であったとしても、一度交わした約束を反故にする事ほど罪深い事はない」と言って取り合わなかった。

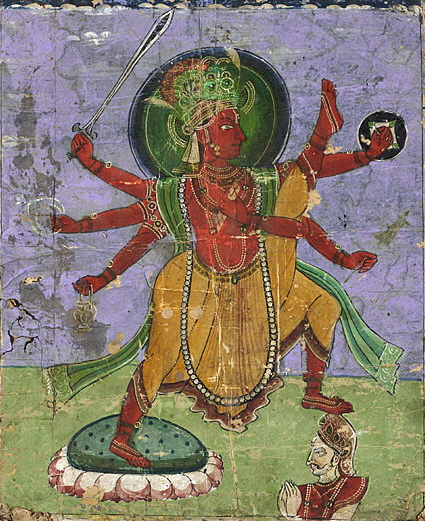
ヴァーマナが巨大化し、マハーバリの頭に3歩目の足を下ろす場面

そしてヴァーマナが脚を踏み出すと同時にその身体は巨大化し、まず1歩目で地上の全てを、2歩目で空界と天界の全てを跨いだ。2歩にて全宇宙の全てを跨ぎ、もはや3歩目を踏み降ろす場所を無くしたヴァーマナの前に、マハーバリは「3歩目の領地」として最後に残された領地である自身の頭を差し出した。
マハーバリの徳性に感服すると同時に彼の祖父で自分の孫でもあるプラフラーダにも免じて、ヴァーマナは彼を許した。ヴァーマナは地底世界のスタラ（パーターラの3層目）を領地としてマハーバリに与えた。
マハーバリは現在もスタラにて親族と共に現世の安寧を祈っていると言われている。

## 現代におけるマハーバリ
マハーバリは1年に1度、彼の国民の繁栄を保障すべく現世へ戻って来ると信仰されており、インドの南部ケーララ州では彼を讃えるオナムというお祭りが毎年開かれている。
インドの南部、タミル・ナードゥ州カーンチプラム県にある町「マハーバリプラム」は、マハーバリの名前に由来する。